# キース・トレイラー
キース・トレイラー（Keith Traylor, 1969年9月3日 -）はアーカンソー州リトルロック出身のアメリカンフットボール選手。ポジションはノーズタックル。NFLのデンバー・ブロンコスとニューイングランド・ペイトリオッツで合計3回スーパーボウル優勝を経験している。

## 経歴

### プロ入りまで
アーカンソー州モルバーンの高校時代はラインバッカーで州のオールチームに2度選ばれた。またバスケットボールと野球でも州のオールチームに選ばれた。1985年にアーカンソー州の高校生歴代2位の231タックルをあげており、 Arkansas Democrat-Gazetteからは1980年代の最優秀高校生選手に選ばれている。高校3年次には、全米でトップ10クラスの選手と評価された。
オクラホマ大学に進学、6フィート3インチ、250ポンドの彼は、40ヤード走で4秒57を出した。だが学業成績の関係で、4ヶ月後オクラホマ大学を去った。その後、NAIAのサウスイースタン・オクラホマ州立大学を経て、カンザス州のコフィービルコミュニティカレッジに転校し1987年、1988年の2シーズンを過ごした。この2年間で229タックル、14サック、9インターセプトをあげた。その後、NCAAディビジョンIIのセントラル・オクラホマ大学に編入し、2シーズンで、146タックル、5サック、2インターセプト、3ファンブルフォース、2ファンブルリカバーをあげた。1990年には79タックル、5サック、2インターセプト、2ファンブルリカバーをあげて、ローンスター・カンファレンスのファーストチームに選ばれた。
2006年にローンスター・カンファレンス75周年を記念した、偉大な選手・コーチ、75人の1人に選ばれた。

### NFL
1991年のNFLドラフト3巡でデンバー・ブロンコスに指名されて入団した。この年、先発2試合を含む全16試合に出場し、27タックルをあげた。9月15日のシアトル・シーホークス戦で負傷したマイケル・ブルックスの代わりにインサイドラインバッカーとして初先発し、9タックルをあげた。翌週のサンディエゴ・チャージャーズ戦でも先発し、10タックルをあげた。その後は、控え選手となり、この年のプレーオフでは、ゴール前でフルバックとしても起用された。シーズン終了後、フットボール・ダイジェスト、プロフットボール・ウィークリーからオールルーキーセレクションに選ばれた。
1992年12月20日のシアトル・シーホークス戦でスタン・ゲルボーをサックし、プロ初サックをあげた。この年、先発3試合を含む全16試合に出場し、39タックル、1サック、1ファンブルフォースをあげた。
1993年6月、ブロンコスからウェーバーされた。7月19日にロサンゼルス・レイダースと契約したが、1ヶ月後に解雇され、9月14日、グリーンベイ・パッカーズと契約を結んだ。パッカーズでは、控え選手として5試合に出場し、11月9日に解雇された。
1994年1月5日、プレーオフに進出したカンザスシティ・チーフスと契約したが、プレーオフ1回戦ではインアクティブとなり、翌週解雇された。同年5月、チーフスと再契約を結んだが、8月28日の最終ロースターカットで解雇された。
1995年2月28日、チーフスと契約し、ワールドリーグ・オブ・アメリカンフットボール（後のNFLヨーロッパ）に派遣された。この頃から体重を増やし、ラインバッカーから、ディフェンシブラインに転向した。バルセロナ・ドラゴンズで8試合に出場し、18タックル、2ファンブルリカバーをあげた。この年、チーフスのロースターにも残り、控え選手として、全16試合に出場、19タックル、1.5サック、1ファンブルリカバー、1ファンブルフォースをあげた。
1996年は先発1試合を含む15試合に出場し、42タックル、1サック、1ファンブルフォースをあげた。オークランド・レイダース戦ではコール・フォードの43ヤードFGをブロックした。ピッツバーグ・スティーラーズとのマンデーナイトフットボールではシーズンハイの6タックルをあげた。
1997年、デンバー・ブロンコスに復帰、この年全16試合に先発出場し、2サック、ブロンコスのラインマン最多となる51タックルをあげ、バッファロー・ビルズ戦ではトッド・コリンズのパスをインターセプトし、62ヤードのリターンTDをあげて、オーバータイムでの23-20の勝利に貢献した。プレーオフでも4試合で先発出場し、11タックル、1サックをあげた。母親が亡くなって2日後に行われたディビジョナルプレーオフのカンザスシティ・チーフス戦では3タックル（2ロスタックル）をあげ、ピッツバーグ・スティーラーズとのAFCチャンピオンシップゲームでは、1サックをあげた。翌年1月25日に行われたグリーンベイ・パッカーズとの第32回スーパーボウルでチームは勝利した。
1998年、足首の負傷により1試合を欠場したものの、14試合の先発を含む15試合に出場し、49タックル、2サック、1ファンブルリカバーをあげた。プレーオフでも3試合で先発出場し、アトランタ・ファルコンズとの第33回スーパーボウルで6タックルをあげ、勝利に貢献した。
1999年、15試合で先発出場し、42タックル、1.5サック、2ファンブルリカバーをあげた。
2000年、全16試合に先発出場し、自己ベストの53タックル、1サック、1ファンブルリカバー、2ファンブルロースをあげた。ニューイングランド・ペイトリオッツ戦では6タックル、1サックをあげた。11月19日のサンディエゴ・チャージャーズ戦ではファンブルフォース、ファンブルリカバーを記録している。
無制限フリーエージェントとなった彼は、2001年、シカゴ・ベアーズと契約を結んだ。この年、15試合の先発を含む全16試合に出場、45タックル、2サック、1インターセプト、2ファンブルフォースをあげた。チームメートのテッド・ワシントンとともにラインをコントロールし、若手スターラインバッカーのブライアン・アーラッカーが自由に動き回れるようにした。この年、チームはトータルディフェンスで2位、ランディフェンスは相手に82.1ヤードしか許さなかった。シーズン最終週のジャクソンビル・ジャガーズ戦ではマーク・ブルネルのパスをインターセプト、67ヤードをリターンして、敵陣9ヤードまで戻して、味方のTDにつなげている。この年ベアーズは、1990年以来となるNFC中地区優勝を果たした。ディビジョナルプレーオフのフィラデルフィア・イーグルス戦では4タックルをあげた。
2002年、15試合に先発出場、41タックル、1サック、1ファンブルフォースをあげた。マンデーナイトに行われた、セントルイス・ラムズ戦では5タックル、1サックをあげた。
2003年、10試合に先発出場し、18タックル、1ファンブルフォースの成績であった。第4週から第8週、第15週はインアクティブとなった。
2004年、ニューイングランド・ペイトリオッツに加入した。この年、全16試合に出場し、33タックルをあげた。シーズン最後の10試合でノーズタックルとして先発している。この年チームは、第39回スーパーボウルで優勝、3個目のスーパーボウルリングを手に入れた。
2005年5月、ペイトリオッツから解雇された。ニック・セイバンヘッドコーチのマイアミ・ドルフィンズと契約を結んだ。3-4ディフェンスのノーズタックルとして起用され、ひざの負傷で3試合に欠場したものの、13試合で先発出場し40タックル、2サックをあげた。12月6日にひざにある骨片の除去手術を行い、2試合を欠場したが、シーズン最後の2試合では復帰して先発している。
2006年、オフシーズンに飲酒運転を行い逮捕された。14試合に先発出場し、36タックル、自己ベストの4サックをあげた。12月30日に故障者リスト入りし、シーズン最終戦を欠場した。
2007年、無制限フリーエージェントとなった彼は、3月8日にドルフィンズと2年契約を結んだ。第16週のニューイングランド・ペイトリオッツ戦からマイアミに戻る機内で、チームメートのバーノン・ケイリーらといさかいを起こした彼は、キャム・キャメロンヘッドコーチから出場停止処分を受け、翌年2月11日、ドルフィンズから解雇された。